# Luminița Erga
Luminița Erga (n. 14 noiembrie 1969, Râmnicu Vâlcea, România) este o actriță română care a jucat în numeroase piese de teatru, filme și seriale.
În anul 1995 a absolvit Universitatea Națională de Artă Teatrală și Cinematografică „Ion Luca Caragiale” din București, Facultatea de Teatru, Specializarea Arta Actorului, la clasa lui Mircea Albulescu.
Este cunoscută pentru prestațiile din serialul La bloc, unde a interpretat rolul Suzi Curcă, nevasta lui Nelu Curcă, interpretat de Mihai Coadă. A avut apariții și în telenovela Lacrimi de iubire - ca Lucreția Stamate . 
A jucat în filme precum Crucea de piatră, Ultimul corupt din România sau La bloc: după 10 ani 
A câștigat împreună cu Teatrul Municipal „Ariel” premiul pentru cea mai bună actriță, pentru rolul feminin din spectacolul „Ghidul sinucigașului”, la Festivalul Internațional al Teatrului de Studio, ediția a XIX-a, de la Pitești, festival ce s-a desfășurat în perioada 20-25 noiembrie 2015 

## Filmografie
- Crucea de piatră (1994) - Verbina
- Terente, regele bălților (1995)
- Craii de Curtea Veche (1996)
- Păcală se întoarce (2006)

- Dincolo de calea ferată (2016) - Carmen
- La bloc: după 10 ani (2013) - Suzi Curcă
- O poveste de dragoste, Lindenfeld (2013) - Ingrid
- Ultimul corupt din România (2012) - Margit
- Undeva la Palilula (2012) - Geta
- Arestat la domiciliu (2008)
- Cronica unei morți amânate (2008)
- O zi bună! (2008)
- Bomboane de ciocolată (2007)
- Lacrimi de iubire (2005) - Lucreția Stamate
- La bloc (2002) - Suzana Curcă
- Ultima haltă în Paradis / (2002)
- Valsul lebedelor (2002)
- Train Quest (2001) -
- Subspecies 4: Bloodstorm (1998) - Nurse
- Invisible: The Chronicles of Benjamin Knight (1993) - Kidnapped Girl
- ...Escu (1990)